# West Branch (Míchigan)
West Branch es una ciudad ubicada en el condado de Ogemaw en el estado estadounidense de Míchigan. Es sede del condado de Ogemaw. En el Censo de 2010 tenía una población de 2139 habitantes y una densidad poblacional de 556,52 personas por km².

## Geografía
West Branch se encuentra ubicada en las coordenadas 44°16′27″N 84°14′7″O / 44.27417, -84.23528. Según la Oficina del Censo de los Estados Unidos, West Branch tiene una superficie total de 3.84 km², de la cual 3.84 km² corresponden a tierra firme y (0.07%) 0 km² es agua.

## Demografía
Según el censo de 2010, había 2139 personas residiendo en West Branch. La densidad de población era de 556,52 hab./km². De los 2139 habitantes, West Branch estaba compuesto por el 96.87% blancos, el 0.51% eran afroamericanos, el 0.61% eran amerindios, el 0.7% eran asiáticos, el 0% eran isleños del Pacífico, el 0.23% eran de otras razas y el 1.08% pertenecían a dos o más razas. Del total de la población el 1.68% eran hispanos o latinos de cualquier raza.